# 特拉航空
特拉航空（英語：Terra Avia）是一家以摩爾多瓦基希讷乌国际机场為基地的航空公司，於2005年成立。2019年4月，特拉航空的航空營運許可因為安全問題而被暫停。

## 機隊
- 1架波音747-400
- 1架波音747-400BCF